# Anastasia Kirillova
Pour les articles homonymes, voir Kirillova.
Anastasia Sergeyevna Kirillova (en russe : Анастасия Сергеевна Кириллова, et en biélorusse : Анастасія Сяргееўна Кірылава / Anastasiya Siarheyeuna Kirylava), née le 20 février 1996, est une fondeuse biélorusse, à l'origine russe.

## Carrière
Krillova prend part à sa première compétition FIS en novembre 2011 dans la Coupe d'Europe de l'Est (16e). Sa première expérience internationale majeure a lieu au Festival olympique de la jeunesse européenne en 2013 à Rasnov, où son meilleur résultat est onzième du sprint.
Naturalisée biélorusse, elle fait alors ses débuts en Coupe du monde en novembre 2015 à Ruka. En février 2016, la fondeuse marque ses premiers points dans cette compétition avec une vingtième place au sprint classique de Stockholm. En 2016, elle prend la huitième du sprint aux Championnats du monde junior à Rasnov.
En 2018, elle dispute ses premiers Jeux olympiques à Pyeongchang, se classant 40e du sprint classique et 14e avec le relais.  Elle remplie aussi le rôle de guide pour athlète non-voyant aux Jeux paralympiques.
Un an plus tard, elle reçoit sa première sélection pour des championnats du monde, à Seefeld, échouant à se qualifier sur le sprint individuel (42e) , mais termine dans le top dix (9e) au sprint par équipes. Cette année, lors des Championnats du monde des moins de 23 ans, à Lahti, elle arrive quatrième de la finale du sprint.
Aux Championnats du monde 2021 à Oberstdorf, elle dispute seulement le sprint classique, pour prendre la 18e place finale.

## Palmarès

### Jeux olympiques d'hiver
| Épreuve / Édition   | Sprint                           | Sprint    | 10 km | 10 km                            | Skiathlon 2 × 7,5 km | 30 km | Relais | Relais   |
| Épreuve / Édition   | libre                            | classique | libre | classique                        | Skiathlon 2 × 7,5 km | 30 km | Sprint | 4 × 5 km |
| JO 2018 Pyeongchang | Épreuve inexistante à cette date | 40e       | -     | Épreuve inexistante à cette date | -                    | -     | -      | 14e      |

Légende :
- : pas d'épreuve
- — : Non disputée par Kirillova

### Championnats du monde
| Épreuve / Édition        | Sprint                           | Sprint                           | 10 km                            | 10 km                            | Skiathlon 2 × 7,5 km | 30 km | Relais | Relais   |
| Épreuve / Édition        | libre                            | classique                        | libre                            | classique                        | Skiathlon 2 × 7,5 km | 30 km | Sprint | 4 × 5 km |
| Mondiaux 2019 Seefeld    | 42e                              | Épreuve inexistante à cette date | Épreuve inexistante à cette date | 61e                              | -                    | -     | 9e     | -        |
| Mondiaux 2021 Oberstdorf | Épreuve inexistante à cette date | 18e                              | -                                | Épreuve inexistante à cette date | -                    | -     | -      | -        |

Légende :
- : pas d'épreuve
- — : Non disputée par Kirillova

### Coupe du monde
- Meilleur classement général : 87e en 2016.
- Meilleure performance individuelle : 20e.

#### Classements en Coupe du monde
| Année     | Classement général final | Classement distance | Classement sprint |
| 2015-2016 | 87e                      |                     | 54e               |
| 2016-2017 | 111e                     |                     | 84e               |
| 2017-2018 | 92e                      |                     | 63e               |
| 2018-2019 | 114e                     |                     | 78e               |
| 2020-2021 | 102e                     |                     | 68e               |

### Coupe d'Europe de l'Est
- 2e du classement général en 2021.
- 9 podiums, dont 7 victoires.